# Ikejime
Ikejime (活け締め?) o Ikijime (活き締め?) è un metodo di macellazione del pesce usato per mantenere inalterata la qualità della sua carne. Prevede l'inserimento rapido di uno spago metallico lungo e sottile direttamente nel rombencefalo, di solito situato appena dietro e sopra l'occhio, causando in tal modo l'immediata morte cerebrale. Quando è inserito correttamente, le pinne si allargano e il pesce si rilassa, interrompendo immediatamente ogni movimento.
Distruggere il cervello e il midollo spinale del pesce impedisce l'azione riflessa; tali movimenti muscolari altrimenti consumerebbero l'adenosina trifosfato (ATP) nel muscolo e, come risultato, produrrebbero acido lattico, rendendo il pesce acido. Inoltre, il sangue contenuto nella carne del pesce si ritrae nella cavità dell'intestino, dando come risultato una migliorata colorazione e aromaticità del filetto.
Questo metodo è considerato il metodo più rapido e umano per uccidere i pesci.